# To Be Fat Like Me
To Be Fat Like Me is een Amerikaanse televisiefilm van Lifetime Television uit 2007. De hoofdrol wordt gespeeld door Kaley Cuoco. De film is gebaseerd op waargebeurde feiten.

## Het verhaal
Het leven van de mooie Aly stort in als ze door een knieblessure tijdens een softbal-wedstrijd haar studiebeurs misloopt. Ze gaat in op het voorstel van Jamie om een documentaire te maken voor een wedstrijd. Met de hoofdprijs van 10.000 dollar kan ze alsnog verder studeren.
Door haar zwaarlijvige broer die vaak gepest wordt komt Ally op het idee om met een speciaal pak en masker voor zwaarlijvig door te gaan en op school met een verborgen camera de manier waarop haar medestudenten haar behandelen vast te leggen. Ally is ervan overtuigd dat ze door haar open persoonlijkheid gemakkelijk vrienden zal kunnen maken.
Aly wordt al snel met haar neus op de feiten gedrukt als ze door iedereen slecht behandeld wordt. Ze raakt enkel bevriend met de zwaarlijvige Ramona en de sullige George. Na een tijdje stort Ramona haar hart bij Aly uit. Intussen krijgt Aly het moeilijk. Nu ze aan den lijve ondervindt hoe slecht de minder mooie mensen behandeld worden kan ze niet meer terugkeren naar haar gesloten wereldje
van voordien.
Als Ramona en George ontdekken dat hun zwaarlijvige lotgenote Aly in werkelijk een slank meisje is willen ze niets meer met haar te maken hebben. Ramona vraagt haar later wel om de documentairewedstrijd te winnen zodat iedereen "haar verhaal" te zien krijgt.
Voor de climax van de documentaire gaat Aly op een feestje undercover in haar eigen vriendenkring waar ook haar populaire vriendje Michael is. Nadat die haar bijzonder slecht behandelen confronteert ze hen en vraagt hen waarom. Een vraag die ze niet kunnen beantwoorden.
Intussen heeft ook Aly's moeder de beelden ontdekt. Zij had vroeger een ernstig gewichtsprobleem en de twee leven sindsdien in onmin. Nu Ally tot nieuwe inzichten is gekomen hebben ze een goed gesprek en verbetert hun relatie.

## Rolbezetting
| Acteur           | Personage      | Opmerkingen               |
| ---------------- | -------------- | ------------------------- |
| Kaley Cuoco      | Alyson (Aly)   |                           |
| Caroline Rhea    | Madelyn        | Aly's moeder              |
| Melissa Halstrom | Ramona         | Zwaarlijvige vriendin     |
| Carlo Marks      | Michael        | Vriendje                  |
| Rachael Cairns   | Jamie          | Maker van de documentaire |
| Scott Little     | George         | Sullige vriend            |
| Adrienne Carter  | Kendall        |                           |
| Brandon Olds     | Adam           |                           |
| Michael Phenicie | Jim            |                           |
| Ben Cotton       | Warren         |                           |
| Matt Bellefleur  | Eddie          |                           |
| David Lewis      | meneer Johnson | Leraar film               |
| Jeff Cunningham  | Randell        |                           |
| Aaron Brooks     | Joel           |                           |
| Richard Harmon   | Kyle           |                           |